# 1877 au Manitoba
Chronologie du Manitoba
- 1873
- 1874
- 1875
- 1876
- 1877
- 1878
- 1879
- 1880
- 1881

Cette page concerne des événements qui se sont produits durant l'année 1877 dans la province canadienne du Manitoba.

## Politique

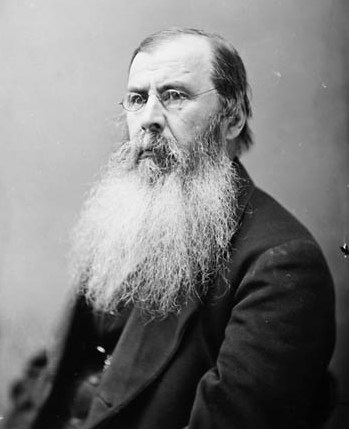
Joseph-Édouard Cauchon

- Premier ministre : Robert Atkinson Davis
- Lieutenant-gouverneur : Alexander Morris puis Joseph-Édouard Cauchon
- Législature : 2e législature (en)

## Événements
- 17 janvier : James McKay remporte l'élection partielle par acclamation du Lac-Manitoba à la suite de la démission d'Angus McKay (en).
- 30 janvier : ouverture de la troisième session de la 2e législature du Manitoba (en).
- 28 février : 
  - à peine un mois d'ouverture, la session est prolongée.
  - La législature provinciale crée l'Université du Manitoba, la plus ancienne université de l'Ouest canadien.

## Naissances
- 15 décembre : John Thomas Haig (en), chef du Parti conservateur du Manitoba (1921-1922).
- 18 décembre : James Allison Glen, député fédéral de Marquette (1926-1930, 1935-1948).